# Magnus Johansson (trumpetare)
Magnus Johansson, född 6 mars 1961 i Göteborg, är en svensk musiker och trumpetare. 

## Biografi
Magnus Johansson växte upp i Askim. När han var sex år fick han sin första trumpet och sökte in till Musikhögskolan när han gick i nionde klass och kom direkt in. Vid sidan om Robert Wells är han troligen en av de yngsta som gått Musikhögskolan.
Johansson har medverkat på 300–500 skivor och spelat med internationellt framgångsrika artister som Tom Jones, Shirley Bassey, Diana Ross, Natalie Cole, Stevie Wonder, Mireille Mathieu, Paul Young, Michael Bolton, Ray Charles, Burt Bacharach, Elvis Presleys band och Michael Bublé. Han har vidare deltagit i Melodifestivalen 13 gånger och i programmet Doobidoo sedan starten samt i Rhapsody in Rock under sex–sju år.